# دقيم باحمير (الضليعة)
'

تعديل مصدري - تعديل

دقيم باحمير هي إحدى قرى عزلة الضليعة بمديرية الضليعة التابعة لمحافظة حضرموت، بلغ تعداد سكانها 33 نسمة حسب تعداد اليمن لعام 2004.